# Dumas (Teksas)
Dumas – miasto w Stanach Zjednoczonych, w stanie Teksas, w hrabstwie Moore. W 2000 roku liczyło 13 747 mieszkańców.